# Koude stratificatie
Koude stratificatie slaat op de periode onder koude omstandigheden (0-10°C) tijdens de zaaddormantie die bepaalde zaden moeten ondergaan om te kunnen ontkiemen.

## Kruidachtige planten
Veel zogenaamde onkruiden hebben geen koude stratificatie nodig en kiemen, zodra ze op de grond komen. Veel andere kruidachtige planten hebben geen koude stratificatie nodig, maar hebben vaak wel enige kiemrust. Sommige plantensoorten hebben een hardschalige zaadhuid. Deze zaden kunnen pas kiemen als bacteriën of het spijsverteringskanaal van vogels of dieren de zaadhuid zodanig hebben aangetast dat deze water kan opnemen.

## Bomen
Behalve bij snelle groeiers zoals de wilg en de populier – waarvan de nakomelingen een halve meter groot de winter in gaan - ontkiemt het zaad van veel boomsoorten niet in het kalenderjaar waarin het wordt gevormd. Er moet een periode van rust overheen gaan. Bij sommige soorten kan de kiemrust alleen doorbroken worden door lage temperaturen, de zogenaamde koude stratificatie.
Bij de es kiemen alleen de zaden in de nog groene vruchten direct als ze van de boom afgehaald worden. Rijpe zaden hebben echter een kiemrust.
Bij de beuk en de els bijvoorbeeld blijven de vruchten soms erg lang aan de boom hangen, maar in de regel gaat een loofboom de winter in zonder vruchten of bladeren. De vruchten zullen dus een mechanisme moeten hebben om te overwinteren en in het voorjaar te ontkiemen. Vochtigheid en chemische samenstelling van het milieu spelen hierbij een rol, maar temperatuur vormt duidelijk de belangrijkste factor om het einde van de koude stratificatie te bepalen.

## Langere verspreiding
Een uitgestelde ontkieming op basis van temperatuur biedt meer mogelijkheden tot verspreiding via water, wind en dieren.

## Risicospreiding
De koude stratificatie werkt een gespreide ontkieming in de hand. Mochten alle kiemen dezelfde dag de kop opsteken en dieren doen zich eraan tegoed, dan zou het hele nageslacht verloren kunnen gaan. Hetzelfde scenario zou zich kunnen voordoen bij ongunstige weersomstandigheden zoals plotse vorst.

## Simulatie in een laboratorium
In een laboratorium kan men een koude stratificatie eenvoudig simuleren. Men verzamelt bijvoorbeeld de kersenpitten van de eerste rijpe vruchten en zet ze anderhalve maand in een zakje vochtig zand in de koelkast. Na deze koude stratificatie opent men voorzichtig de pitten om de volgroeide gezonde zaden te selecteren die men twee weken bij 21°C in een vochtig medium in het halfduister laat ontkiemen. Men zet de ontkiemde zaden nu tot het voorjaar onder tl-licht spectrum 33/34. Door de hoge kostprijs kent deze techniek slechts beperkt rendabele toepassingen. We kunnen echter wel bewijzen dat koude stratificatie enorm kan variëren gemiddeld tussen anderhalve en vier maanden en dat temperatuur de voornaamste factor vormt.